# Kulturstätten von al-Ain
Die Kulturstätten von al-Ain sind seit 2011 ein serielles UNESCO-Welterbe in den Vereinigten Arabischen Emiraten. Unter Schutz gestellt wurden etwa 4500 Jahre alte Rundgräber, außerdem Brunnen und Lehmziegelbauten sowie ein eisenzeitliches Bewässerungssystem in der Oase al-Ain und der umgebenden Wüstenlandschaft.
Es besteht ein enger kultureller Zusammenhang zu anderen Welterbestätten der Region:
- Archäologische Stätten von Bat, al-Chutm und al-Ain (Oman),
- Afladsch-Bewässerungssystem (Oman),
- Bam und seine Kulturlandschaft (Iran),
- Historisches Hydraulik-System von Shushtar – Brücken, Dämme, Kanäle, Gebäude und Wassermühlen (Iran).

## Geschichte der Oasen

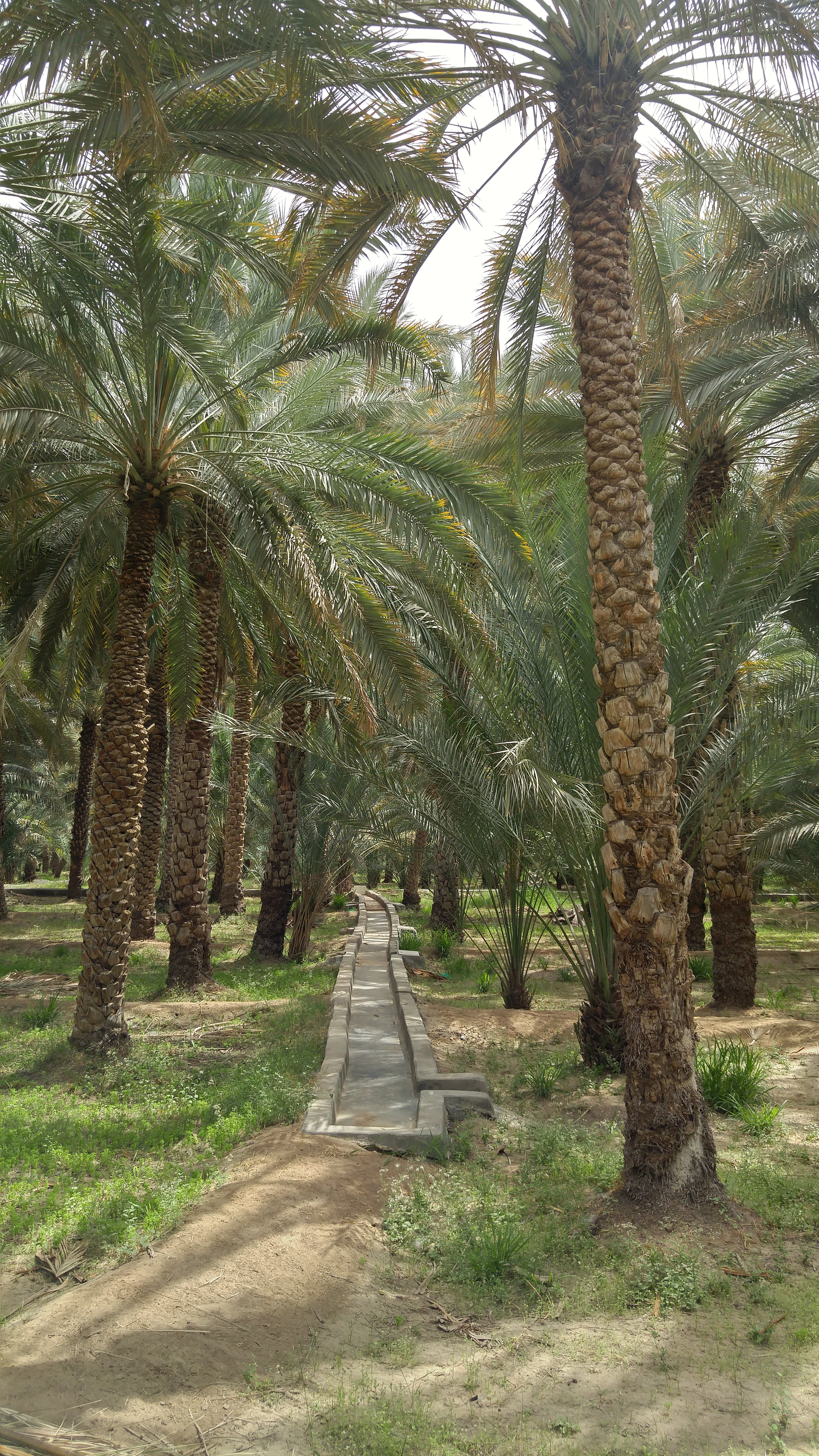
Aflaj-Bewässerungssystem in al-Ain

Neolithische Schaf- und Ziegenhirten zogen zum Dschabal Hafit, weil sie hier Quellen für ihr Vieh vorfanden.
In der Frühen Bronzezeit siedelten Menschen im Hinterland dieses die Landschaft dominierenden Berges. Sie waren die Erbauer der etwa 500 Rundgräber (Hafit-Kultur). Sie nahmen ausweislich der Grabfunde am Fernhandel mit Mesopotamien teil, wahrscheinlich war al-Ain in jener Zeit eine Karawanenstation an der „Kupferstraße“.
In der Umm an-Nar-Kultur (Mittlere und Späte Bronzezeit) lag al-Ain jedenfalls an der Handelsroute zwischen dem Golf von Oman und dem persischen Golf. Als wichtige Karawanenstation wurde die Oase mit Wachttürmen und Befestigungen geschützt.
Etwa um 1000 v. Chr. gelang es, mit einer besonderen Bewässerungstechnik (Aflaj) die landwirtschaftliche Fläche erheblich zu erhöhen. (Dass diese Entwicklung gerade in der Oase von al-Ain geschah, ist für ICOMOS allerdings eine unbewiesene Hypothese.)
Anscheinend war die Oase durch alle folgenden Geschichtsperioden kontinuierlich besiedelt, obwohl die archäologischen Spuren spärlich sind. So gibt es etwa seit dem 17. Jahrhundert Reste von Befestigungswerken, die mit den Konflikten der Fürsten von Omar, den Emiraten und von Arabien zusammenhängen.

## Beschreibung
Die siebzehn, im Folgenden durchnummerierten Welterbestätten teilen sich in vier geographische Gruppen: das Hafit-Ensemble, die Hili-Ensembles, Bidaa Bint Saud und die Oasen.

### Hafit-Ensemble
Der Dschabal Hafit ist ein landschaftsprägendes Element, umgeben von einer roten Sandwüste, nahe zur grünen Oasenvegetation. Rings um diesen Berg wurden Spuren menschlicher Siedlung und Feuersteine aus dem Neolithikum aufgefunden.
In der Frühen Bronzezeit (3200 – 2700 v. Chr.) wurden die markanten Rundgräber der Hafit-Kultur errichtet, besonders an der Nord- und Ostseite des Berges. Sie haben einen Durchmesser von sechs bis acht Metern. Innerhalb einer massiven Ringmauer befindet sich ein zentraler Tumulus in Form eines Cairn. Diese Gräber können ursprünglich bis zu vier Meter hoch gewesen sein, vielleicht höher. Die Grabkammer war zwei bis drei Meter groß und konnte mehrere Bestattungen enthalten. Es handelt sich um die ältesten Steinbauten auf der Arabischen Halbinsel. Da die Grabhügel aber in späteren Zeiten aufgesucht und auch genutzt wurden, sind sie fundarm.
Im Einzelnen wurden folgende Ensembles als Welterbe ausgewiesen:
- (1) Jebel Hafit Desert Park am Fuß des Berges, mit 122 Gräbern in einem Gebiet von zwei Quadratkilometern;
- (2) Nordgruppe nahe dem Wadi Tarabat;
- (3) Tumuli innerhalb des Al-Ain Wildlife Parks;
- (4) Die West Ridge Hafit Tombs sind die direkte Fortsetzung der vorgenannten Gruppe in Richtung Stadt;
- (5) Al Naqfa Ridge Tombs, eine Nekropole, die an den modernen Friedhof angrenzt.

### Hili-Ensembles
Die Welterbestätten befinden sich in einem großen Areal nördlich der modernen Stadt al-Ain und datieren in die Bronze- und Eisenzeit:
- (6) Hili Archaeological Park. Die archäologischen Funde sind eingebettet in einen Freizeitpark. Darin befinden sich Reste befestigter Lehmziegelsiedlungen sowie zwei große, teilrestaurierte Rundgräber. Hier kamen Artefakte ans Licht, die grundlegend für das Verständnis der Umm an-Nar-Kultur waren. Außerhalb des Parkgeländes gibt es zusätzliche Bodendenkmäler, vor allem einen unterirdischen Wassersammelbehälter und weitere Elemente eines Aflaj-Bewässerungssystems, die um 1000 v. Chr. angelegt wurden und die ältesten bekannten Zeugnisse dieser Technik darstellen.[2]
- (7) Westlich des Freizeitparks wurden die Reste eines recht wohlhabenden Dorfes der Eisenzeit freigelegt.[2]
- (8) Hili North Tomb A ist ein besonders großes Grab der spätbronzezeitlichen Umm an-Nar Kultur. Innerhalb der steinernen Ringmauer gab es vier Grabkammern auf zwei Ebenen. Eine Grabkammer war noch intakt. Die Archäologen fanden darin die sterblichen Überreste von etwa 20 Menschen, Keramik, Steingefäße, kupferne Artefakte und Perlen.[2]
- (9) Hili North Tomb B ist ein etwas weniger gut erhaltenes Grab der Umm an-Nar-Kultur.[3]
- (10) Rumeilah Site befindet sich rund drei Kilometer westlich vom Parkgelände: ein Siedlungshügel, der etwa ein Rechteck von 600 × 100 Metern als Grundfläche hat. Hier wohnten Menschen sowohl im 2. als auch im 1. Jahrtausend v. Chr.[3]

### Bidaa Bint Saud

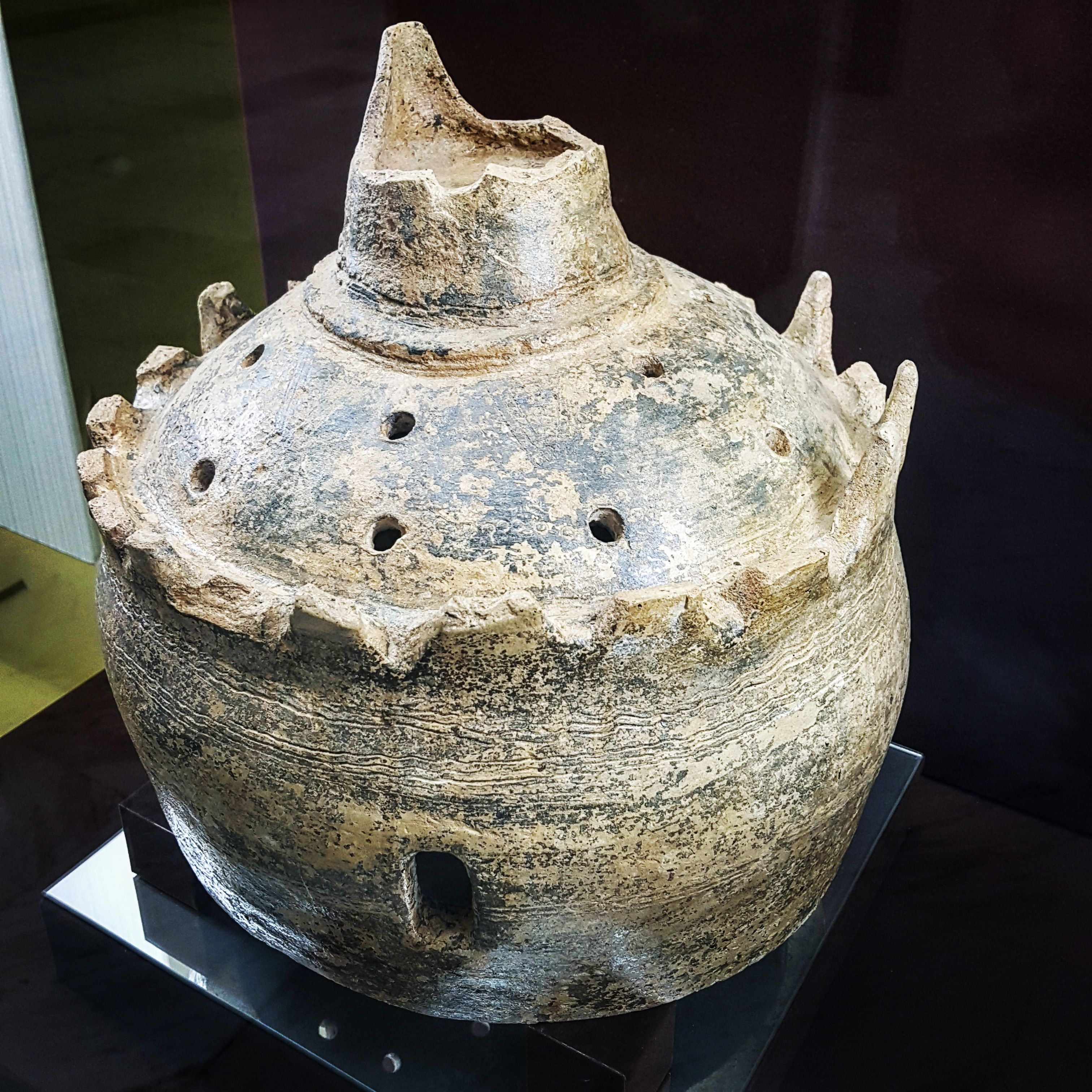
Eisenzeitliche Keramik, wahrscheinlich Räuchergefäß, aus Bidaa Bint Saud (Al-Ain Nationalmuseum)

Die elfte Stätte des seriellen Welterbes ist eine runde Felsformation etwa 25 Kilometer nördlich von al-Ain und 14 Kilometer vom Hili Archaeological Park entfernt. Befunde aus der Eisenzeit deuten darauf hin, dass hier eine Station auf der Karawanenroute war. Es gibt zahlreiche Gräber, meistens rund und mit einer Steineinfassung, sowie Reste eines Ensembles von Lehmziegelbauten, Wasserspeicher und Aflaj-Bewässerungssystem.

### Oasen

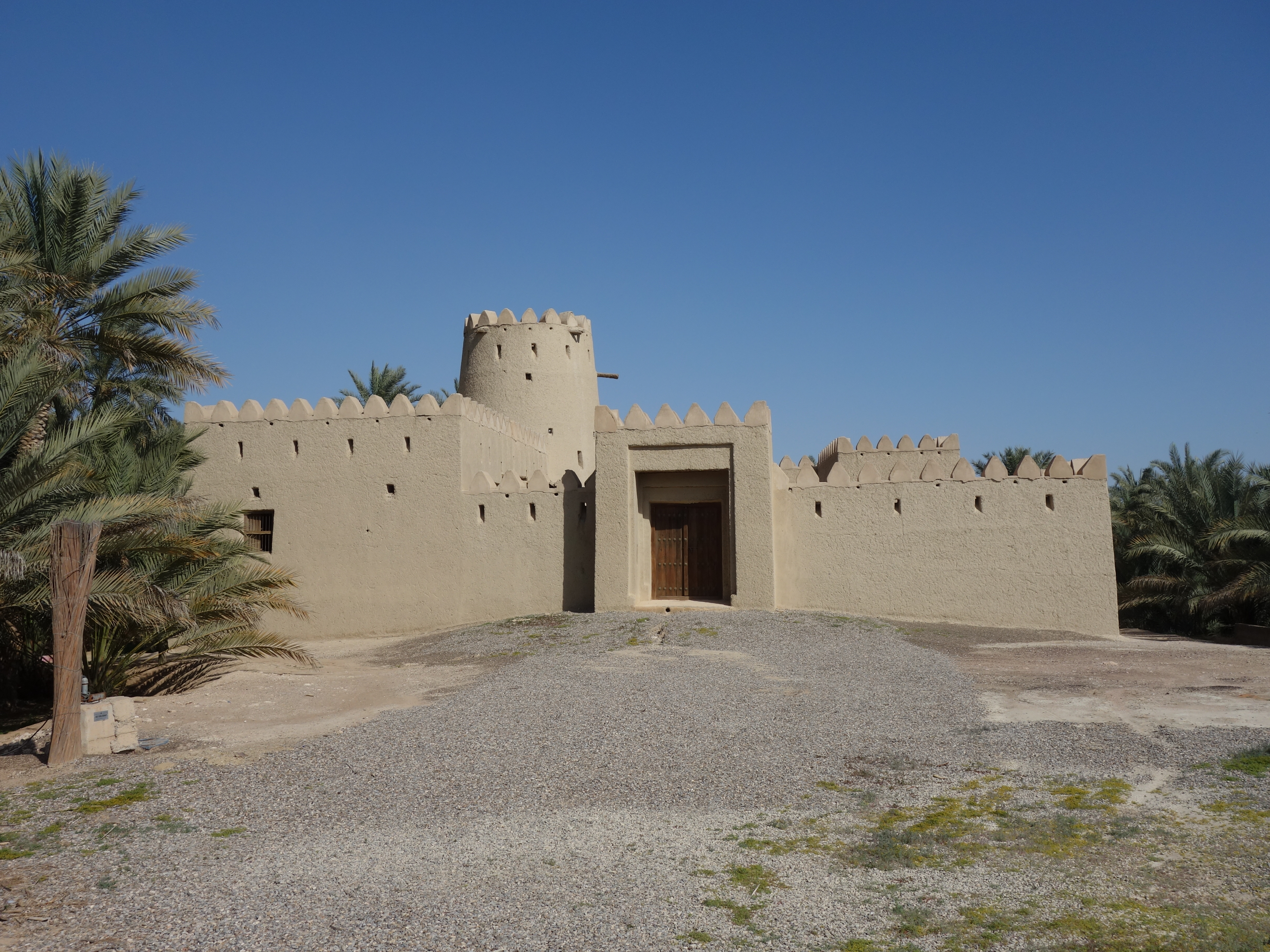
Befestigtes Gehöft in der Oase von Hili

Die sechs Oasen von al-Ain bilden einen weiten Bogen, der sich nach Osten öffnet. Die Oasenwirtschaft begann als Kombination von Gehöft, Brunnen und Palmenhain, wobei im Schatten der Palmen auch andere Pflanzen angebaut wurden. Mit der Verfeinerung der Bewässerungstechnik (Aflaj) gelang es, die Anbaufläche zu erweitern. Diese Technik ist mit geringen Modifikationen weiterhin in Gebrauch. Heute sind die Oasen von der modernen Stadt umgeben. Noch immer werden hier Dattelpalmen kultiviert, außerdem dienen die Oasen der Stadtbevölkerung als öffentliche Gärten. Sie sind ökologisch wertvoll und eine Kulturlandschaft, die bis in die Eisenzeit zurückreicht. Die Baudenkmäler in den Oasen stammen meist aus dem 19. Jahrhundert. Viele hatten militärische Funktion (Festungen, Wachttürme), daneben gibt es Märkte und Moscheen.
- (12) Oase von al-Ain. Sie gilt als die älteste Oase und besitzt drei Befestigungswerke: Murab’a Fort, ein Fort im Osten (es beherbergt das Nationalmuseum von al-Ain) und Al Jahili Fort.
- (13) Oase von Hili. Besonders bemerkenswert ist Hemad Bin Hadi al Darmaki, ein befestigtes Gehöft im Zentrum der Oase. Es stammt angeblich aus dem frühen 19. Jahrhundert.[3]
- (14) Oase von al-Jimi.
- (15) Oase von al-Qattara. Hier befindet sich unter anderem eine rechteckige Grabanlage, die sich von den zahlreichen Hügelgräbern der Region grundsätzlich unterscheidet. Sie stammt aus der Wadi-Suq-Periode (frühes 2. Jahrtausend v. Chr.).[3]
- (16) Oase von Mutaredh. Hier befindet sich unter anderem eine Palastanlage im traditionellen Stil, allerdings erst in der Mitte des 20. Jahrhunderts mit Zement gebaut.[3]
- (17) Oase von Al Muwaji. Der Palast in dieser Oase ist traditionell aus Lehmziegeln errichtet und befindet sich an der Stelle einer älteren Festung.

## Welterbe-Kriterien

### Kriterium III
Die Welterbestätten von al-Ain sind bedeutende Zeugnisse prähistorischer Kulturen vom Neolithikum bis in die Eisenzeit. In dieser Oase vollzog sich der Übergang von Jägern und Sammlern zur Sesshaftigkeit.

### Kriterium IV
Die Gräber und Bauwerke sind herausragende Zeugnisse der Bronzezeit und Eisenzeit auf der Arabischen Halbinsel (Hafit-, Hili- und Umm an-Nar-Kultur). Das Bewässerungssystem (Aflaj) ist als frühes Zeugnis dieser Technik besonders bemerkenswert.

### Kriterium V
Die Oasenlandschaft von al-Ain im Norden der Arabischen Halbinsel dokumentiert eine Lebensweise, die der umgebenden Wüste angepasst und nachhaltig war. Das betrifft besonders den sorgfältigen Umgang mit der Ressource Wasser.

## Integrität und Authentizität
Siebzehn Kulturstätten wurden ausgewiesen und unter Schutz gestellt. Das jeweilige Gebiet ist genügend groß, um die Integrität der Stätten zu gewährleisten. Wünschenswert wäre eine Dokumentation aller prähistorischen Befunde in der Oasenlandschaft, um mehr über die Einbindung der Welterbestätten in ihren Kontext zu erfahren. Die Geschichte der Oase al-Ain vor dem 19. Jahrhundert ist noch wenig erforscht. An sich sind die archäologischen Stätten gut in die Wüstenlandschaft eingebettet, doch schadet die direkte Nachbarschaft zu „anachronistischen“ Neubauten (Freizeitpark, moderne Bauten, Hotels, Straßen) ihrer Integrität. ICOMOS kritisierte, die in den 1960er Jahren einsetzende, schnelle Modernisierung habe Wohnungen allgemein und Arbeiterwohnungen im Besonderen aus der Oase verdrängt, und an ihre Stelle seien aufwändig restaurierte Paläste und Lehmziegelforts getreten. Dies entspreche nicht dem gewachsenen historischen Erscheinungsbild einer Oase.
Die prähistorischen Stätten wurden erst in der zweiten Hälfte des 20. Jahrhunderts freigelegt und sind deshalb relativ authentisch. Einige Rundgräber sind jedoch Teilrekonstruktionen, was ihre Authentizität beeinträchtigt. Das Aflaj-Bewässerungssystem stammt nicht als ganzes aus der Eisenzeit, sondern wurde in späteren Perioden umgebaut. Eine Erforschung dieser Baumaßnahmen würde zeigen, welche Kontinuitäten es von der eisenzeitlichen Oasen-Landwirtschaft zu der neuzeitlichen Oasennutzung gibt.

## Schutz und Management der Welterbestätte
Die Kulturerbestätten wurden durch mehrere Gesetze unter Schutz gestellt. So gilt in der modernen Stadt al-Ain eine Höhenbegrenzung für Neubauten auf vier Stockwerke, beziehungsweise zwanzig Meter. Da es sich um eine serielle Welterbestätte handelt, wird ein Rahmenplan (Abu Dhabi Cultural Heritage Management Strategy) entwickelt.